# Acrantophis
Acrantophis is een geslacht van slangen uit de familie reuzenslangen (Boidae).

## Naam en indeling
De wetenschappelijke naam van de groep werd voor het eerst voorgesteld door Giorgio Jan in 1863, er zijn twee soorten. De slangen werden eerder aan andere geslachten toegekend, zoals Boa en het niet langer erkende Pelophilus.
De wetenschappelijke geslachtsnaam Acrantophis wordt soms wel verward met de geslachtsnaam Acanthophis. Ook dit geslacht vertegenwoordigd een groep van slangen. De Acanthophis-soorten worden wel doodsadders genoemd en zijn zeer giftig, in tegenstelling tot de hier beschreven Acrantophis-soorten.

### Soorten
Het geslacht omvat de volgende soorten, met de auteur en het verspreidingsgebied.
| Naam                                           | Auteur                 | Verspreidingsgebied    |
| ---------------------------------------------- | ---------------------- | ---------------------- |
| Dumerils Madagaskar-boa (Acrantophis dumerili) | Jan, 1860              | Madagaskar, Mascarenen |
| Madagaskar-boa (Acrantophis madagascariensis)  | Duméril & Bibron, 1844 | Madagaskar             |

## Verspreiding en habitat
Er zijn twee soorten die voorkomen voor in delen van Afrika en dan meer specifiek Madagaskar, een zuidoostelijk gelegen eiland. De soorten komen hier endemisch voor. Dumerils Madagaskar-boa is daarnaast ook te vinden op de Mascarenen.
De habitat bestaat uit drogere tropische en subtropische bossen, weilanden en landelijke tuinen.

## Beschermingsstatus
Door de internationale natuurbeschermingsorganisatie IUCN is aan beide soorten een beschermingsstatus toegewezen. De slangen worden beschouwd als 'veilig' (Least Concern of LC)